# Port lotniczy Maastricht Aachen
Port lotniczy Maastricht-Aachen (IATA: MST, ICAO: EHBK) – lotnisko znajduje się w Beek (Holandia). Obsługuje miasto Maastricht.

## Linie lotnicze i połączenia

### Pasażerskie
| Linia lotnicza          | Kierunek                                                                                |
| ----------------------- | --------------------------------------------------------------------------------------- |
| Corendon Dutch Airlines | Sezonowo: 1. Antalya 2. Burgas 3. Heraklion 4. Hurghada 5. Rodos 6. Ochryda 7. Zakintos |
| Lumiwings               | 1. Tuzla                                                                                |
| Ryanair                 | 1. Alicante 2. Porto Sezonowo: 1. Bari 2. Girona (od 1 kwietnia 2024) 3. Zadar          |

### Cargo
| Linia lotnicza         | Kierunek |
| ---------------------- | --- |
| Emirates SkyCargo      | 1. Dubaj-Al Maktoum 2. Nairobi 3. Nowy Jork-JFK 4. Columbus 5. Saragossa |
| Qatar Airways Cargo    | 1. Atlanta 2. / Bazylea 3. Chicago-O’Hare 4. Doha 5. Lyon 6. Oslo-Gardermoen 7. Panama 8. Paryż-Charles de Gaulle 9. Wiedeń                                                                      |
| Royal Jordanian Cargo  | 1. Amman 2. Larnaka |
| Saudia Cargo           | 1. Dammam 2. Dżudda 3. Rijad 4. Stambuł |
| Turkish Airlines Cargo | 1. Akra 2. / Bazylea 3. Bogota 4. Chicago-O’Hare 5. Curaçao 6. Entebbe 7. Izmir 8. Kuwejt 9. Londyn-Stansted 10. Miami 11. Nairobi 12. Oslo-Gardermoen 13. Rijad 14. Stambuł 15. Toronto-Pearson |
| Zimex Aviation         | 1. Birmingham 2. Dublin |